# Em Tua Honra
Fogo e Glória é o terceiro álbum ao vivo do cantor cristão irlandês David Quinlan. O disco tem características da chamada adoração extravagante, tendo espontâneos e canções longas.

## Faixas
1. "Venha magnificar ao Senhor"
2. "Teu nome exalto meu Senhor"
3. "Em Tua honra"
4. "Eu Te exalto"
5. "Vim para adorar a Ti"
6. "Venha me encher"
7. "Eu só quero estar onde Tu estás"
8. "Senhor aqui estou"
9. "Santo e Ungido Deus"
10. "Fogo refinador"